# Place Léon-Paul-Fargue
Pour les articles homonymes, voir Fargue.
La place Léon-Paul-Fargue est un carrefour de Paris qui se trouve à l'endroit où se rejoignent les 6e, 7e et 15e arrondissements, à proximité de la gare Montparnasse.

## Situation et accès
C'est à ce carrefour que se trouve la station de métro Duroc.

## Origine du nom

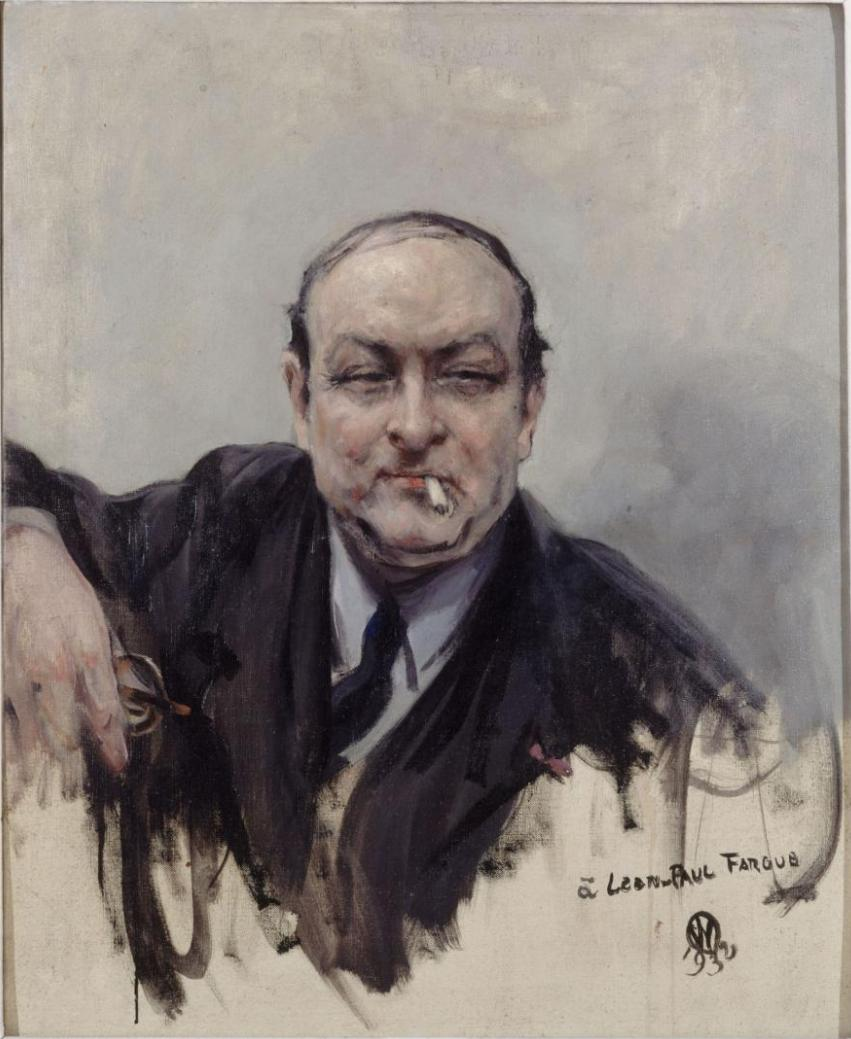
Portrait de Léon-Paul Fargue par Raymond Woog.

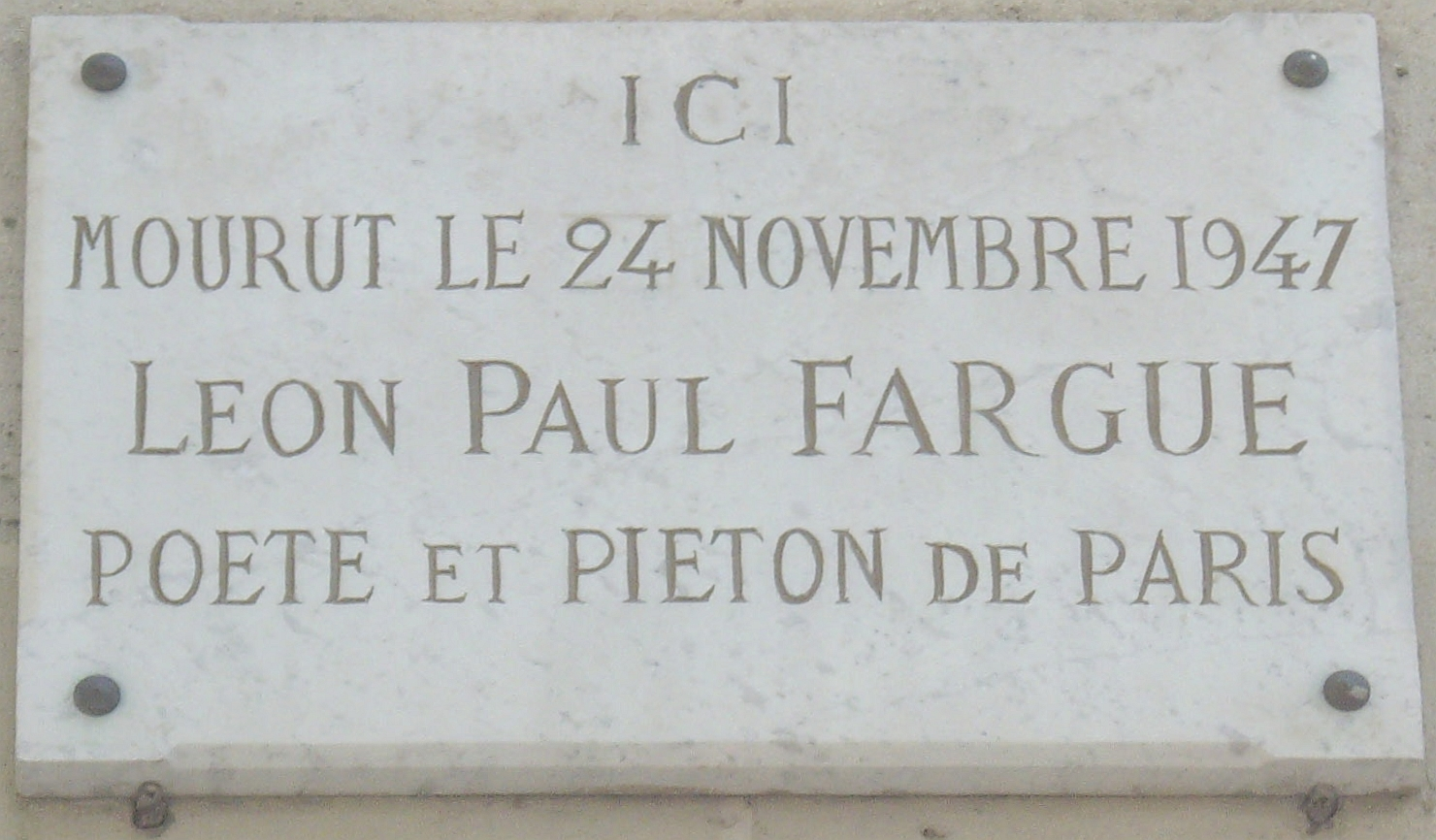
Plaque au no 1.

Elle porte le nom de l'écrivain français Léon-Paul Fargue (1876-1947).
Au no 1 (auparavant boulevard du Montparnasse, où il était domicilié), une plaque commémorative rend hommage à Léon-Paul Fargue.

## Historique
Cette place a été ainsi dénommée par arrêté du 26 juin 1957.